# Piazza della Residenza
La piazza della Residenza è una piazza  rappresentativa ai margini del centro storico di Würzburg. La piazza è delimitata a est dalla Residenza di Würzburg e ad ovest dalla Passeggiata Balthasar Neumann. Fa parte della zona centrale del patrimonio mondiale dell'UNESCO "Residenza di Würzburg con giardino di corte e Residenzplatz". 
Ci sono parcheggi sui lati nord e sud; il parcheggio è vietato al centro. La piazza è raggiungibile con i mezzi pubblici tramite l'omonima fermata dell'autobus. È la sede di numerosi concerti ed è stata la location per il film d'avventura del 2010 I tre moschettieri. Il 28 giugno 2011, migliaia di fan vi hanno festeggiato il giocatore di basket Dirk Nowitzki dopo aver vinto il campionato di basket nordamericano NBA con i Dallas Mavericks.